# Adolfo Suárez
Adolfo Suárez González, Công tước Suárez thứ nhất, Grandee của Tây Ban Nha KOGF OCIII (phát âm tiếng Tây Ban Nha: [aˈðolfo ˈswaɾeθ], 25 tháng 9 năm 1932 – 23 tháng 3 năm 2014) là một luật sư và chính trị gia người Tây Ban Nha. Suárez là người được bầu làm Thủ tướng đầu tiên của Tây Ban Nha kể từ khi Cộng hoà Tây Ban Nha thứ hai và là một nhân vật chủ chốt trong quá trình chuyển đổi sang nền dân chủ của Tây Ban Nha sau khi chế độ độc tài của Francisco Franco chấm dứt.
Khi Tây Ban Nha vẫn nằm dưới chế độ độc tài, ông được vua Juan Carlos I bổ nhiệm làm thủ tướng của Tây Ban Nha năm 1976 với hy vọng chính phủ mới sẽ đem lại sự dân chủ. Tại thời điểm được bổ nhiệm, ông không phải là một nhân vật nổi tiếng, chính vì vậy mà nhiều bè phái chính trị đã hoài nghi về chính phủ của ông. Tuy nhiên, ông giám sát sự kết thúc của cơ quan lập pháp Cortes Españolas và hợp pháp hóa tất cả các Đảng Chính trị (bao gồm cả Đảng Cộng sản, một động thái được cho là cực kỳ khó khăn). Ông đã lãnh đạo Liên minh Trung tâm Dân chủ và giành chiến thắng Tổng tuyển cử năm 1977. Năm 1981, ông từ chức và thành lập Trung tâm Dân chủ và Xã hội (CDS) và nhiều lần được bầu vào cơ quan lập pháp. Đến năm 1991, ông rời chính trường và bị mắc bệnh Alzheimer vào năm 2003 khiến ông mất trí nhớ.

## Cuộc sống ban đầu
Adolfo Suárez là con trai cả của Hipólito Suárez Guerra và Herminia González Prados (Ávila, 1910-18 tháng 7 năm 2006), và anh trai của Hipólito, María del Carmen (cưới Aurelio Delgado Martín), Ricardo và José María. Ông sinh ra ở Cebreros sau đó học luật tại Đại học Salamanca.

## Sự nghiệp chính trị
Ông đã tổ chức một số bài đăng chính phủ dưới thời Franco Tây Ban Nha. Ông sau đó trở thành Bộ trưởng Bộ Phong trào Quốc gia, một cơ quan phục vụ như là Đảng chính trị duy nhất ở Tây Ban Nha trong 38 năm, chỉ được mở rộng ra khi Franco chết vào tháng 11 năm 1975.